# Baseballkasket
En baseballkasket er en blød hat med en afrundet krone og en stiv skygge, der rager frem foran.
Forsiden af hatten viser typisk et design eller et logo − historisk set normalt et sportshold, nemlig et baseballhold, eller navne på relevante virksomheder, når det bruges som en kommerciel markedsføringsteknik.
Hatten kan være tilpasset bærerens hoved, eller bagsiden kan have elastik, velcro, lynlås eller et spænde så den hurtigt kan justeres, så den passer til forskellige hoveder. Baseballhatten er en del af den traditionelle baseballuniform, som spillere bærer, med skyggen pegende fremad for at beskytte øjnene mod solen.